# Vladimir Luxuria

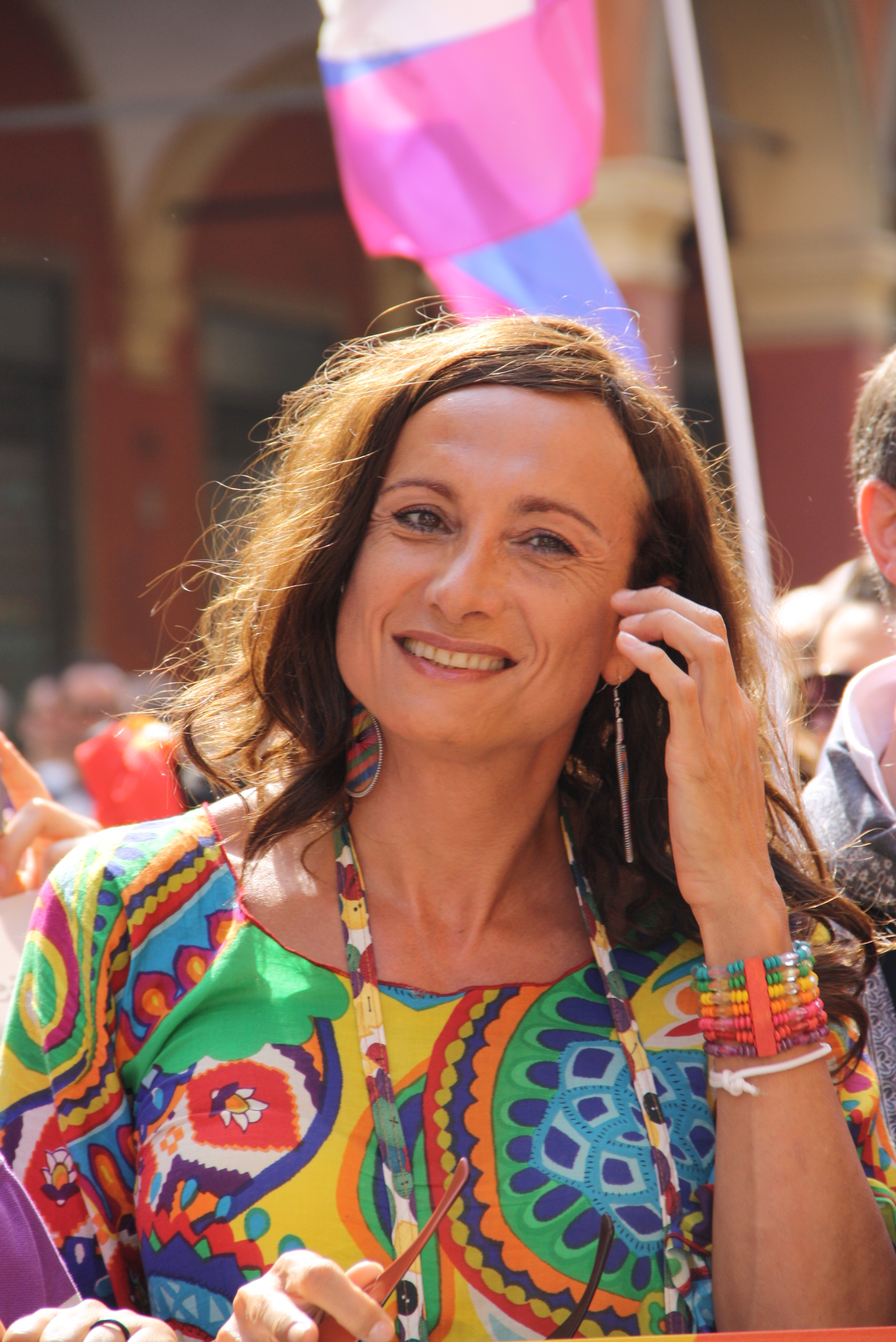
Vladimir Luxuria beim Bologna Gay Pride 2012

Vladimir Luxuria (* 24. Juni 1965 in Foggia als Wladimiro Guadagno) ist eine italienische Schriftstellerin, Schauspielerin, Fernsehdarstellerin, Moderatorin und ehemalige Politikerin.
Sie war vom 21. April 2006 bis zum 28. April 2008 für den Partito della Rifondazione Comunista Abgeordnete im italienischen Parlament. Sie war das erste bekannte Mitglied eines europäischen Parlamentes, das sich öffentlich dazu bekannte, trans zu sein.

## Leben
Ihre Theaterkarriere begann sie als Drag Queen in der „Taverna Del Gufo“ sowie verschiedenen Nachtclubs in ihrer Heimatstadt Foggia. 1985 zog Luxuria nach Rom, um Sprachen und Literatur zu studieren. Dort setzte sie auch ihre Theater- und Schauspielerkarriere fort.
Als Aktivistin in der Lesben- und Schwulenbewegung wurde sie 1993 künstlerische Leiterin des Circolo di cultura omosessuale Mario Mieli. Zwei Jahre zuvor hatte sie ihre erste Filmrolle in Cena alle nove von Paolo Breccia. Diesem Debüt folgten acht weitere Filme, die sie drehte. Sie war Mitorganisatorin der ersten italienischen Gay-Pride-Parade am 2. Juli 1994 in Rom, an der zehntausend Menschen teilnahmen. In den folgenden Jahren intensivierte Luxuria in ihre politischen und sozialen Aktivitäten, wobei sie mit verschiedenen Tageszeitungen, wie L’Unità und Liberazione, Radiosendern und Fernsehstationen zusammenarbeitete. Ihr Engagement bei Wohltätigkeitsprojekten und für die Betreuung von Leukämiekranken fand ebenfalls weite Beachtung.
Luxuria identifiziert sich mit der englischen Bezeichnung transgender, grenzt sich jedoch gegen die Bezeichnung transsexuell ab, weil sie ihren Körper nicht mittels geschlechtsangleichender Operation an ihr Identitätsgeschlecht hat anpassen lassen. Sie bevorzugt weibliche Substantive, Adjektive und Titel, um sich zu beschreiben.
Die Glückwünsche fremder Leute nach der Wahl 2006 bei einem gemeinsamen Urlaub mit ihren Eltern in Süditalien waren für ihren Vater, welcher sich immer schämte und Sorgen um das Ansehen hatte, der Beginn, diese Furcht abzulegen und sie so zu lieben, wie sie ist.

## Parlamentswahlen 2006
Bei den Parlamentswahlen 2006 kandidierte Luxuria für die 1991 von der Kommunistischen Partei Italiens abgespaltene Partito della Rifondazione Comunista im Wahlkreis Lazio 1. Ihre Kandidatur löste Ratlosigkeit im gemäßigten Flügel der Koalitionsparteien L’Unione aus, insbesondere bei der UDEUR von Clemente Mastella, der Luxuria als „lächerliche Cicciolina“ bezeichnete. Die Polemik verstärkte sich, nachdem die Schauspielerin zugab, dass sie in ihren ersten Jahren in Rom als Prostituierte tätig war. Auch gab es beleidigende und vulgäre Angriffe, wie die von Vertretern der Alleanza Nazionale, die Luxuria bei einer Pressekonferenz mit Fenchelzweigen bewarfen (Fenchel, italienisch: finocchio, im Jargon Homo oder Schwuchtel). Die betreffenden Mitglieder wurden später aus ihrer Partei ausgeschlossen. Während einer Gesprächsrunde im Fernsehen sagte Alessandra Mussolini, die Vorsitzende der neofaschistischen Alternativa Sociale, Meglio fascista che frocio, was so viel bedeutet wie Lieber ein Faschist als ein Schwuler.
In ihrer Eigenschaft als Abgeordnete traf Luxuria gleich zu Anfang ihrer Amtszeit auf Widerstand von rechtsgerichteten Politikern, die darauf bestanden, ihr den Zutritt zu den Damenwaschräumen zu verwehren und die Einrichtung einer dritten Toilette verlangten. Ministerpräsident Silvio Berlusconi begrüßte sie auf der Politbühne mit den Worten „Wenigstens kein Mann und deshalb keine Konkurrenz für mich“, worauf sie antwortete: „Wir tragen beide hohe Schuhe und schminken uns, wenn wir ausgehen.“ Später beruhigte sich die Situation um Luxuria, die den Medien gegenüber sagte, dass sie mittlerweile viel Respekt auch von ihren politischen Gegnern bekomme habe.

## Parlamentswahlen 2008
Bei den vorgezogenen Parlamentswahlen im April 2008 trat Luxuria für das Linksbündnis La Sinistra – L’Arcobaleno im Wahlkreis Sizilien 1 an. Mit nur 2,6 % der Stimmen in diesem Wahlkreis, verfehlte die Partei und somit auch Luxuria den Einzug in das Parlament. Nach der deutlichen Wahlniederlage zog sich Luxuria vorerst aus der Politik zurück.

## Fernsehen
Im Jahr 2008 nahm Luxuria an der von Rai 2 bis 2012 ausgestrahlten Reality-Show L'isola dei famosi, der italienischen Version von Celebrity Survivor, teil. Dort leistete sich Luxuria Anfang Oktober einen politischen Fauxpas, für den sie verschiedentlich kritisiert wurde. So gab sie anlässlich einer Fragerunde im Rahmen der Show, trotz ihres politischen Hintergrundes, als Jahr des Berliner Mauerfalls 1985 an. Rund einen Monat später geriet Luxuria wegen der von ihr in derselben Show gemachten Äußerungen und Verdächtigungen gegenüber anderen Teilnehmern und Drittpersonen landesweit in heftige Kritik. Luxuria wurde insbesondere vorgehalten, sich in der Reality-Show anderen Menschen gegenüber vulgär und respektlos zu verhalten und sich somit genau gegenteilig zu dem, wofür sie sich jahrelang im Umgang mit Minderheiten eingesetzt habe, verhalten zu haben. Am Abend des 24. November 2008 gewann Vladimir Luxuria die Reality-Show L'isola dei famosi mit 54 % der Stimmen gegen Belén Rodríguez. Den 50 %-Anteil des Gewinnes spendete sie an UNICEF, mit der Begründung: „Da ich keine Kinder kriegen kann und kriegen werde, spende ich 50 % meines Anteils am Gewinn an einen Verein, der sich um bedürftige Kinder kümmert: an UNICEF“. 2009 reiste Luxuria mit einer UNICEF-Delegation nach Mosambik, um sich für AIDS-Waisen einzusetzen.
2012 moderierte Vladimir Luxuria auf Rai 2 gemeinsam mit Nicola Savino die neunte Staffel von L'isola dei famosi.
Seit 2015 moderiert Vladimir Luxuria die italienische Version von Adam sucht Eva auf Deejay TV.